# 安徽广播电视台影视频道
安徽广播电视台影视频道，简称安徽影视频道，原名为安徽电视台25频道，是安徽广播电视台旗下的一条电视频道。